# Urbivilla del Vergel
Urbivilla del Vergel es una localidad del estado mexicano de Aguascalientes. Es parte del municipio de San Francisco de los Romo.

## Demografía
| Censo | Población |
| ----- | --------- |
| 2010  | 88        |
| 2020  | 3346      |